# Francisco del Río
Francisco del Río, detto Paco (Comodoro Rivadavia, 5 marzo 1918 – Buenos Aires, 22 febbraio 2011), è stato un cestista, allenatore di pallacanestro e dirigente sportivo argentino.

## Carriera
Da allenatore ha guidato l'Argentina, in coppia con Casimiro González, ai Campionati sudamericani del 1955 e ai Giochi panamericani di Città del Messico 1955, dove vinse la medaglia d'argento.
Ha inoltre allenato l'Argentina ai Campionati del mondo del 1953.